# Medicina del lavoro
La medicina del lavoro è quella branca della medicina che si occupa della prevenzione, della diagnosi e della cura delle malattie causate dalle attività lavorative.

## Competenze
Il  medico del lavoro  ha una specializzazione che  gli conferisce competenza nell'identificare i sintomi causati dall'esposizione del lavoratore a:
- agenti chimici, come gli acidi, le basi forti o pericolosi in generale, che siano venuti in contatto con i vari apparati, in particolare quello respiratorio, digerente, tegumentario, o che abbiano avuto ripercussioni sul sistema nervoso; sostanze aerodisperse di variabile tossicità intrinseca, le quali, però, una volta inalate, possono dare conseguenze di vario tipo. Tra le sostanze nocive vi sono ad esempio le fibre di asbesto che causano asbestosi, o la polvere di carbone, sebbene tali esposizioni siano ormai rare ai giorni nostri nel mondo occidentale.
- agenti fisici, quali le radiazioni ionizzanti o non ionizzanti, di varia energia, in particolare raggi ultravioletti, raggi X, raggi gamma, il rumore, le vibrazioni, il microclima.
- agenti biologici: batteri, virus, parassiti.
- fattori di rischio psicosociali: stress lavoro-correlato.

## Normativa italiana
Ogni azienda o datore di lavoro, dopo aver effettuato la valutazione dei rischi prevista dal decreto legislativo 81/08 (cosiddetto Testo unico sulla sicurezza nei luoghi di lavoro) qualora siano presenti rischi per i quali la legge preveda la sorveglianza sanitaria, deve nominare un medico del lavoro o medico competente per la salute e sicurezza del lavoro. Tale ruolo può essere svolto da medici specialisti in medicina del lavoro e medici autorizzati in base all'art. 55 del D.Lgs. 277/91 (ora soppresso). Anche i medici specialisti in igiene oppure in medicina legale possono ricoprire tale ruolo, ma solo dopo aver effettuato uno specifico corso post-specializzazione.
Il datore di lavoro può scegliere fra tre opzioni (art. 39 del D. Lgs. 81/08): 
- convenzionarsi con una struttura pubblica o privata che assegna all'azienda un proprio medico competente per la sicurezza e salute;
- convenzionare un medico del lavoro o competente per la sicurezza e salute libero professionista;
- assumere alle proprie dipendenze un medico del lavoro o competente per la sicurezza e salute.

Nel primo caso il datore di lavoro può affidarsi a strutture che, oltre al servizio di sorveglianza sanitaria, offrono anche le prestazioni di sicurezza, fornendo così un servizio globale. Non sempre risulta semplice per quei datori di lavoro che dispongono di più sedi operative ubicate in città diverse riuscire ad avvalersi di strutture in grado di fornire un global service, nel settore dell'igiene e sicurezza del lavoro ed in particolar modo nel settore della medicina del lavoro. In Italia sono poche le società di medicina del lavoro che operano sull'intero territorio nazionale.
Qualora si scelga di convenzionarsi con una struttura pubblica, occorre tenere presente che medici assegnati a servizi che effettuino attività di vigilanza non possono ricoprire il ruolo di medico del lavoro o competente per la sicurezza e salute. Il Servizio Sanitario Nazionale si occupa di medicina del lavoro tramite L'ISPESL e le sue ASL, all'interno di ognuna delle quali trova posto il Dipartimento di Prevenzione, del quale fa parte, oltre ad altri servizi, il Servizio di Prevenzione e Sicurezza negli Ambienti di Lavoro (SPSAL). È appunto a questo servizio, la cui denominazione in sigla varia da regione a regione (ad esempio, in Veneto è denominato SPISAL, in altre regioni SPreSAL, ecc.) che il cittadino che ritenga di avere problemi di salute causati dalla sua attuale o passata attività lavorativa si può rivolgere in caso di necessità. Si tenga presente comunque che, per il lavoratore, l'interlocutore cui rivolgersi in prima battuta è il medico di Sicurezza e Salute aziendale.
L'attività principale dei servizi delle ASL è in effetti la vigilanza sull'osservanza delle leggi di tutela della salute e sicurezza dei lavoratori da parte delle aziende che impiegano lavoratori (con qualsiasi contratto di lavoro). I servizi possono offrire anche assistenza alle aziende che chiedono di essere aiutate nell'applicazione delle norme. Importante è anche l'attività di informazione e formazione che questo servizio può offrire ai lavoratori. 
La medicina del lavoro è presente anche nelle strutture universitarie e ospedaliere (in particolare, in Lombardia, dove sono previste le UOOML: Unità Operative Ospedaliere di Medicina del Lavoro) e fornisce prestazioni diagnostiche per le sospette patologie professionali, per la gestione delle idoneità complesse e per la definizione della capacità lavorativa residua nei soggetti affetti da patologie, oltre ad offrire consulenza in ambito di igiene e sicurezza sul lavoro alle aziende del territorio.